# SandyTrip
SandyTrip（サンディトリップ）は長崎県佐世保を中心に全国で活動している男女ユニット。
1999年1月にSandy（KAZUの飼っていた猫の名前）とTrip（AYUMIがなんとなくつけたかった響き）を名づけ活動を始めるが、実際には1998年から路上ライブや毎週土曜日に演奏をしていた。
賞金目当てで出たコンテストで見事優勝し、その後数々のコンテストで受賞。
東京での活動、福岡で事務所（EFコーポレーション）所属などを経て、地元長崎や全国各地でツアーを行いながらTV出演やラジオのレギュラー番組もこなし、ドキュメンタリー番組のテーマソング、各企業のテーマソングなども手がけた。
その中でも地元のスーパー、水族館、動物園のテーマソングは有名。
学校、病院、様々な施設やイベントで演奏を行い多い時には年間130本ほどのコンサートをこなした。
音楽担当でありイギリスでドラマーとして活動していたマルチプレイヤーのKAZUと10代からロックバンドでボーカルをしていたAYUMIとの異色コンビで生まれたアジアンテイスト、ヒーリングポップ、老若男女に愛されるサウンドのSandyTripが生まれた。長崎を代表するアーティストである。
1999〜2007年　浜の町ストリートミュージシャンコンテスト優勝、アミュプラザコンテスト優勝など
毎週土曜日佐々町フォーチュンにて2年間ほぼ欠かさずフリーライブ
初のテレビ出演など
福岡のライブハウス照和レギュラー出演など活動を九州内に広げる
横浜レンガ倉庫ライブハウス、本牧ポレポレコンサート、横浜みなとみらい開港祭などの出演
大手レーベルからデビュー予定の為、アレンジャーと楽曲制作を行うが方向性の相違により再び九州での活動に戻る
福岡ビブレホールライブのライブがきっかけとなり事務所（EFコーポレーション）に所属
FM福岡、FM長崎、久留米と熊本コミュニティラジオのレギュラー番組を持つ
九州、関西、関東などのツアーやワンマンライブなど多い時に年間130本程のライブを精力的にこなす
有線放送、テレビ局テーマソング、テレビ出演、CMソングなどに起用される
事務所脱退後、地元佐世保を拠点に活動
九十九島テーマソング、九十九島水族館海きららテーマソング、九十九島動植物園森きららテーマソングなどを手がけ、インディーズとしては日本初の駅構内で楽曲起用されるなど地元に愛されるミュージシャンとして定着
病院や学校、お祭りなどでの地元コンサートを精力的に行い、SandyTripの「青い空へ」は現在でも平和の曲として小学校で歌い継がれている
2008年11月　佐世保観光ふるさと大使就任
2011年9月　青年版国民栄誉賞人間力大賞、まちづくり市民財団奨励賞受賞
2012年2月　iPhone、iPadミュージシャンコンテスト審査員特別賞受賞
2015年11月　佐世保観光名誉大使（第1号）就任

## メンバー
- AYUMI(ボーカル・デザイン・ハンドメイド作家・イラストレーター・ayuart・CHAI by ayuart) （アユミ、1977年6月9日（47歳） - ）

- KAZU(コーラス・ギター・ベース・パーカッション・プログラミング・Web制作・作曲・MV撮影制作・あっぷるまん・和-KAZU-) （カズ、1974年7月15日（50歳） - ）

## 歴史
- 1999年1月結成。
- 2003年2月25日アルバム『DUNA(ドゥーナ)』で全国デビュー。CD2,000枚が完売。
- 2004年2月22日2ndアルバム『Hourglass(アワーグラス)』発売。FM長崎で『サンディトリップのサウンドスケープ』(毎週木曜日20:00〜20:30)がスタート。
- 2005年〜6年、全国のライブイベントや年に3回の関西ツアーなどを行い、劇団F's Company『マチクイの詩』の音楽を全面担当。
- 2006年10月29日、全曲タイアップとなったミニアルバム『風音(カザオト)』を発売。3,000枚が即完売。
- 2007年4月13日、北海道で話題の発泡酒『カナストーリー』のCMソング『春風』を含めたマキシシングル『春風(ハルカゼ)』全国発売。同月、タイトル曲『春風』がFM長崎にてインディーズとして初となる邦楽部門、スマイルカッツ(ヘビーローテーション)に抜擢。
- 2007年6月27日、通常版『春風』を発売。7月、8月に北海道レコ発ツアー。同年7月25日、九州・山口のJFN系8局からなる"FMQリーグ"が、地元インディーズ・アーティストを全力でピックアップするオムニバスCDに新譜『ドライブ日和』で参加。
- 2007年9月2日、佐世保市水道給水開始100周年記念式典にて、水をテーマに製作した楽曲『WATER』を発表し、当日会場にて限定発売されたCDRは完売。同時期楽曲『風音』が年間約32万人を動員する佐世保の観光船“パールクイーン”船内BGMとして採用される。
- 2007年12月1日、佐世保で行われるエイズ撲滅キャンペーンイベントのテーマソング『winter Love song』を発表。さらに同日楽曲『風音』がJR駅としては異例の佐世保駅みどり号到着時BGMとしても採用される。同年12月8日、ワンコインCD企画第一弾、NCC長崎文化放送にて放送された、チャイルド21スペシャル“愛してるよ、カズ 〜小児がん命の記録〜”テーマソング『たからもの』をWEB & 会場限定にてリリース。同日行われたレコ発ライブにて、約120枚のCDセールスを記録。
- 2008年1月29日、ハウステンボスJR全日空ホテル“琴の湯”のイメージソング『ことのゆ』をリリース。同年3月4日にはドキュメント番組“小さな生命スペシャル”『愛してるよ〜カズ』がテレビ朝日系列にて全国ネットで放送され、テーマソング『たからもの』も採用される。同年4月からVo.AYUMIがFM長崎パーソナリティDJマークとの3時間生放送番組『Friday Trippin' Program”TRUNK”』毎週金曜12:00～14:50がスタート。
- 2008年5月17日、長崎県民球団”長崎セインツ応援歌『勝利の女神』をリリース。同日行われたアルカス佐世保イベントホールにてチケットが完売し約320人を動員。6月より九州、関西ツアーを決行。8月、長崎民放4局&テレビ佐世保にてOA『佐世保市制だより』テーマソング『ふるさと』を発表。
- 2008年9月14日、初回版の限定イラスト『春風』の完売を記念し、フルアニメーションCG制作の『春風』ビデオクリップのDVDを限定発売（完売）。
- 2008年11月1日より、”佐世保観光ふるさと大使”に就任。地元長崎新聞、朝日新聞、NCC文化放送、NHKにて取り上げられる。年内12月12日にはNewマキシシングル『Winter Love Song』を全国タワーレコード店にて発売し、レコ発“ケーキのイチゴは僕の物”ツアーを12月から2009年1月にかけて九州〜関西方面にて決行した。
- 2009年4月4日、KTNテレビ長崎新番組『元気けん！ ながさき』テーマソング『Shining Days』を発表。
- 2009年7月18日、西海国立公園九十九島水族館"海きらら"のテーマソング『海きらら』を担当し、オープンにあわせてリリース。
- 2009年12月23日、アップル運営のコンテンツ配信サービスiTunes Storeにて『風音』『春風』『Winter Love Song』の3タイトルを発表。インストアライブとしてApple Store銀座店で行われたイベント『iPodとiPhoneのための最適なイヤフォン選び』内にて3タイトルの曲を披露。
- 2010年9月26日“発見！させぼのたから 〜ローカルファーストから始まるさせぼの未来〜”のテーマソング発表。同日行われたイベント内にて来場者先着1,000名に新譜『幸せサイクル』を無料でプレゼント。
- 2011年9月16日、青年版国民栄誉賞“人間力大賞とまちづくり市民財団奨励賞”受賞。地元長崎新聞、西日本新聞、NBC長崎放送、TVSテレビ佐世保にて取り上げられる。

## ディスコグラフィー

### シングル
- 春風(ayuart.限定ジャケット版)(2007年4月1日)
  1. 春風(発泡酒「カナストーリー」CMソング、長崎ルークプラザホテルCMソング、ジャパネットたかた商品紹介時BGM)
  2. 同じ空の下〜イントロダクション
  3. 同じ空の下(劇団F'Company『マチクイの詩』テーマソング、白南風小学校音楽祭発表ソング、ジャパネットたかた商品紹介時BGM)
  4. フォトグラフ(写真館向けイメ−ジソング)
- 春風(通常版)(2007年6月27日)
  1. 春風(発泡酒「カナストーリー」CMソング、長崎ルークプラザホテルCMソング、ジャパネットたかた商品紹介時BGM)
  2. 同じ空の下〜イントロダクション
  3. 同じ空の下(劇団F'Company『マチクイの詩』テーマソング、白南風小学校音楽祭発表ソング、ジャパネットたかた商品紹介時BGM)
  4. フォトグラフ(写真館向けイメ−ジソング)
- water(2007年9月2日)
  1. water(佐世保市水道給水開始100周年記念式典「水」イメージソング)
  2. water / インストゥルメンタル
- たからもの(2007年12月8日)
  1. たからもの(NCC長崎文化放送『愛してるよ、カズ 〜小児がん命の記録〜』テーマソング)
  2. たからもの / インストゥルメンタル
- ことのゆ(2008年1月29日)
  1. ことのゆ(ハウステンボスJR全日空ホテル「琴の湯」イメージソング)
  2. ことのゆ / インストゥルメンタル
- 勝利の女神(2008年5月17日)
  1. 勝利の女神(県民球団長崎セインツ応援歌、佐世保市役所館内BGM)
  2. 勝利の女神 / インストゥルメンタル
- Winter Love Song(2008年12月12日)
  1. Winter Love Song(佐世保市エイズ撲滅キャンペーソング)
  2. To Smile(ながさき旅ネットプレゼントキャンペーンCMソング)
  3. Happy Birthday
  4. bonus/同じ空の下LIVE
- 海きらら(2009年7月18日)
  1. 海きらら(西海国立公園九十九島水族館「海きらら」テーマソング)
  2. 海きらら〜オルゴールVer.〜
  3. 海きらら〜インストゥルメンタル〜
- 幸せサイクル(2010年9月26日)
  1. 幸せサイクル("発見！させぼのたから〜ローカルファーストから始まるさせぼの未来〜"テーマソング無料配布非売品CD)
  2. 幸せサイクル〜インストゥルメンタル〜

### アルバム
- DUNA(2002年5月25日)
  1. 運命のきざし(北海道旭川市映画『スローダンス』主題歌)
  2. ゆりかご(KTNテレビ長崎テレビみゅ〜でエンディング)
  3. 廃墟の海
  4. 砂漠の旅(KTNテレビ長崎テレビみゅ〜でエンディング)
  5. 天(そら)の声
  6. 恋心
  7. 永遠(とわ)(福岡・長崎美容整形外科CMソング、北海道旭川市ジーンズショップ『パイルアップ』CMソング)
  8. ひとかけらのぬくもり
  9. 欲望
  10. レンガの街
- Hourglass(2004年2月22日)
  1. 朝陽(NCCチャイルド21ソング、長崎ケーブルメディアCMソング、長崎文化放送NCC天気予報)
  2. 時は流るる
  3. 巣立ち
  4. 花街
  5. 黄泉の華
  6. ビルの丘
  7. 僕のすべて(長崎文化放送NCC天気予報)
  8. 明日に夢見し
  9. 休める鳥
  10. 虹
- 風音(2006年10月29日)
  1. 風音(九十九島イメージソング、パールシー電話待機音、遊覧船パールクイーン船内、長崎文化放送NCC天気予報、JR佐世保駅内みどり号到着時BGM、FM長崎九十九島キャンペーンソングCM、PREMIUM NAGASAKI 極上の長崎へ(FBS福岡放送))
  2. ヨロコビノウタ(関西電力グループケイオプティコムeo.ひかりのうた)
  3. 風の吹く丘(田川石炭記念公園イメージソング)
  4. 感情船(永田宝石店 CMソング)
  5. 青い空へ(NCCチャイルド21テーマソング、PREMIUM NAGASAKI 極上の長崎へ(FBS福岡放送))
- Bridge(2012年2月22日)
  1. Water（佐世保市水道100周年記念テーマソング）
  2. Shining Days（テレビ番組元気けん！ながさきテーマソング）
  3. ふるさと
  4. 白い雲と太陽
  5. 真実の種
  6. MILK TRAN
  7. 風音～Acoustic Ver.～
  8. 運命のきざし（リテイクバージョン）
  9. 幸せサイクル（させぼのたからリニューアルバージョン）
  10. ドライブ日和

- Best アルバム（仮）(2020年coming soon

## ラジオ番組
- 『サンディトリップのサウンドスケープ』- エフエム長崎（毎週木曜日20:00〜20:30、2004年 - )
- 『Friday Trippin' Program”TRUNK”』- エフエム長崎（毎週金曜日12:00～14:50、2008年4月 - 2009年3月）
  - AYUMIとエフエム長崎パーソナリティDJマークとの3時間生放送番組